# Rocchetta di Vara
Rocchetta di Vara (im Ligurischen: A Rocheta) ist eine kleine italienische Gemeinde mit 646 Einwohnern (Stand 31. Dezember 2023) in der Region Ligurien. Politisch gehört sie zu der Provinz La Spezia.

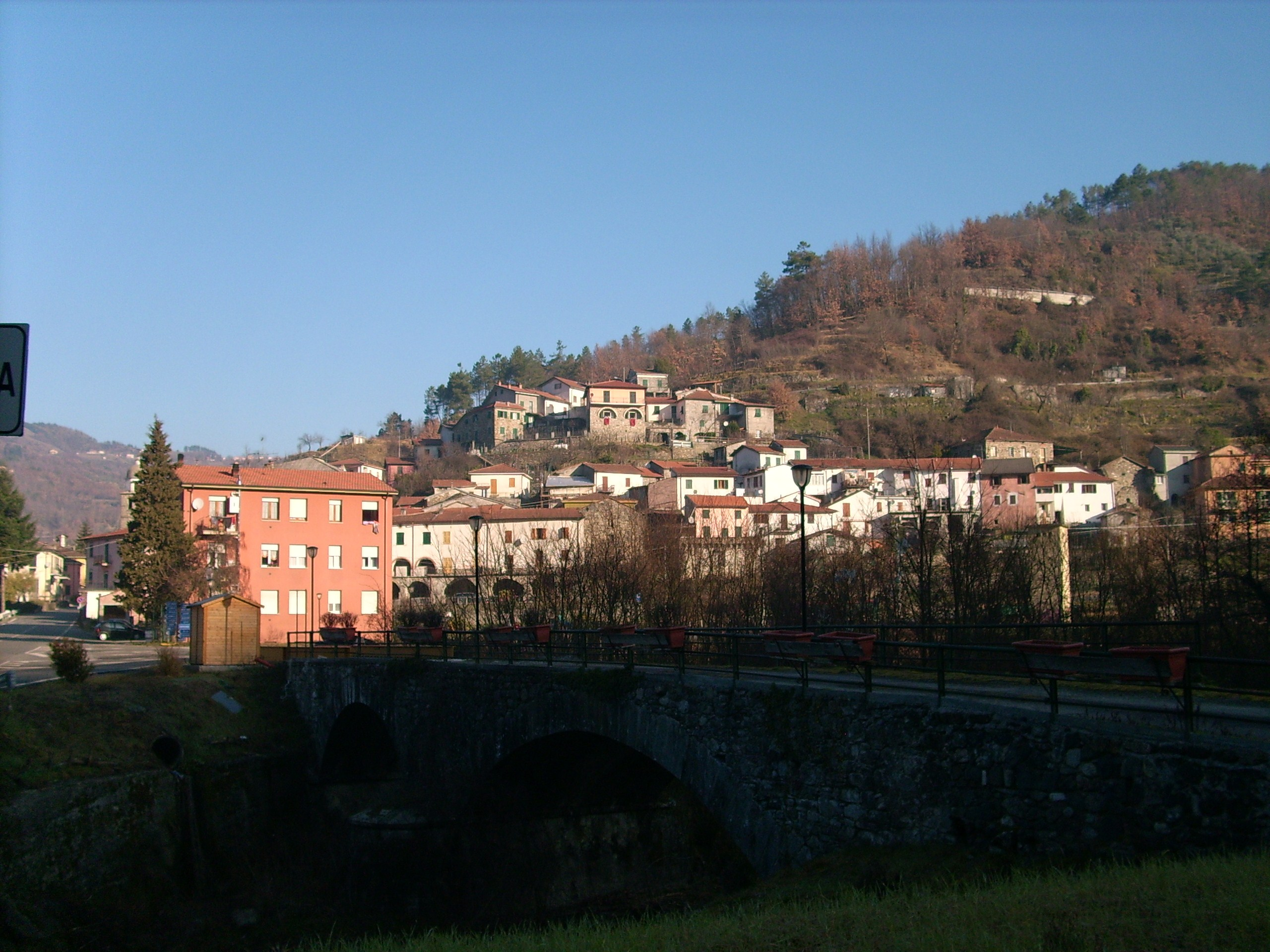
Rocchetta di Vara

## Geographie
Die Gemeinde Rocchetta di Vara gehört zur Comunità Montana dell’Alta Val di Vara und bildet mit seinem Territorium einen Teil des Naturparks Montemarcello-Magra.

## Wirtschaft
Die Wirtschaft der Gemeinde basiert größtenteils auf der Landwirtschaft.